# NGC 7793
NGC 7793 هي مجرة حلزونية تقع في كوكبة معمل النحات تبعد حوالي 12.7 مليون سنة ضوئية تم اكتشافها في عام 1826 من قبل جيمس دنلوب.

## معلومات التجمع المجري
NGC 7793 هي واحدة من ألمع المجرات داخل تجمع معمل النحات المجري وهو تجمع مجري في نفس الكوكبة. المجموعة نفسها هي مجموعة طويلة من المجرات المترابطة بشكل ضعيف، مع مجرة معمل النحات (NGC 253) والمجرات المصاحبة لها تشكل مركز المجرات المقيدة بشدة بالقرب من المركز.

## الثقب الأسود P13 في الدوامة الخارجية
تدفقات من ثقب أسود يدعى P13 تغذي سديم كبير يدعى  'S26'  في الذراع الحلزوني الخارجي لهذه المجرة. في الآونة الأخيرة تم تحديد كتلة P13 لتكون أقل من 15 كتلة شمسية، وتقدر كتلة نجمه المرافق بحوالي 20 كتلة شمسية ويدوران حول بعضها البعض في 64 يوما. وبناء على هذا التقدير P13 يجريد المواد بعيدا عن نجم قريب أسرع بحوالي عشر مرات مما كان يعتقد سابقا أن يكون ممكنا من الناحية المادية. وإذا كان صحيحا، فإن هذه الملاحظة تظهر عيوب في نظرية أن كتلة الثقب الأسود ومعدل الاستهلاك هي علاقة ثابتة.

## معرض الصور

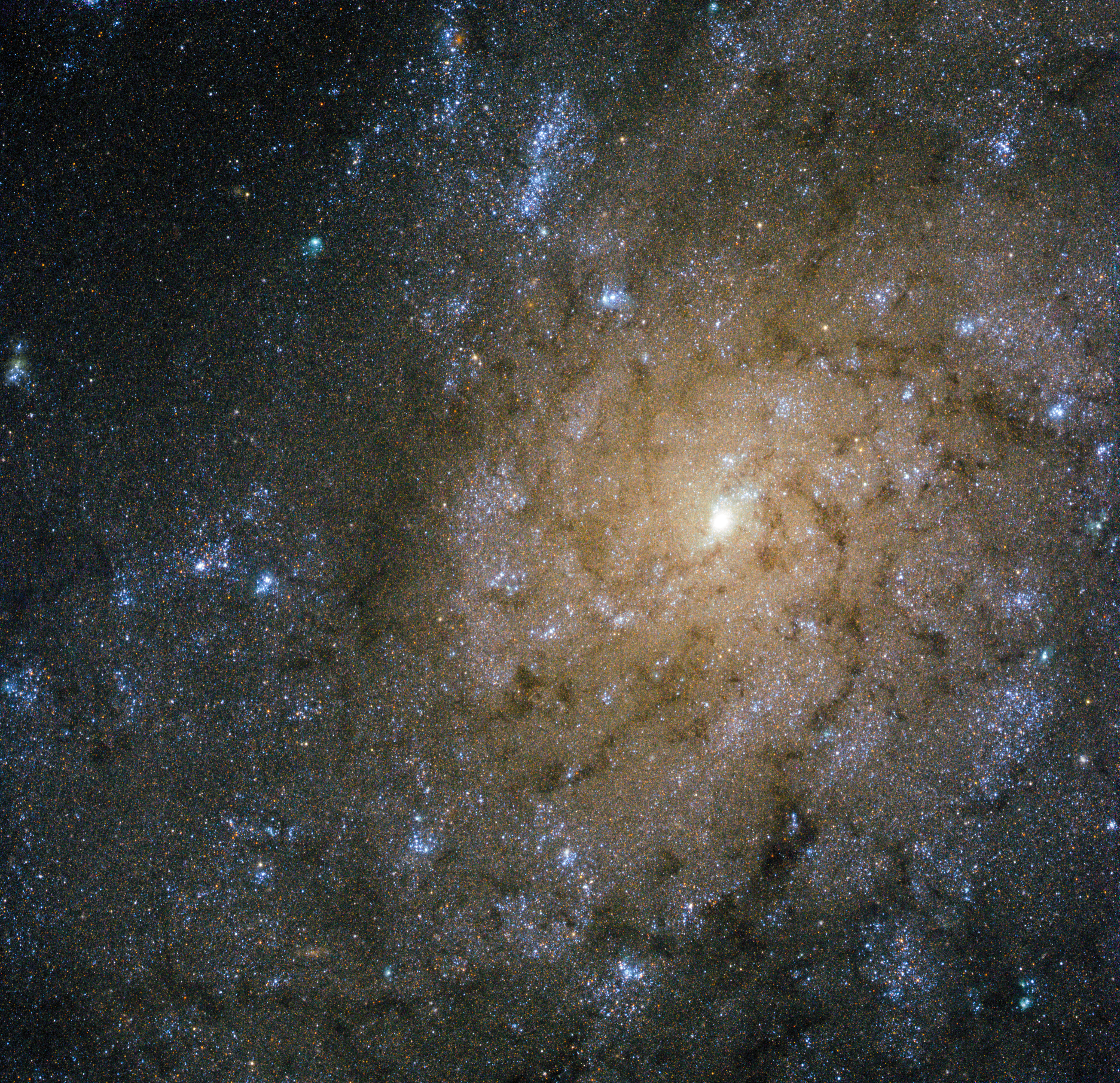
الأذرع الحلزونية وحوصلة المجرة الصغيرة
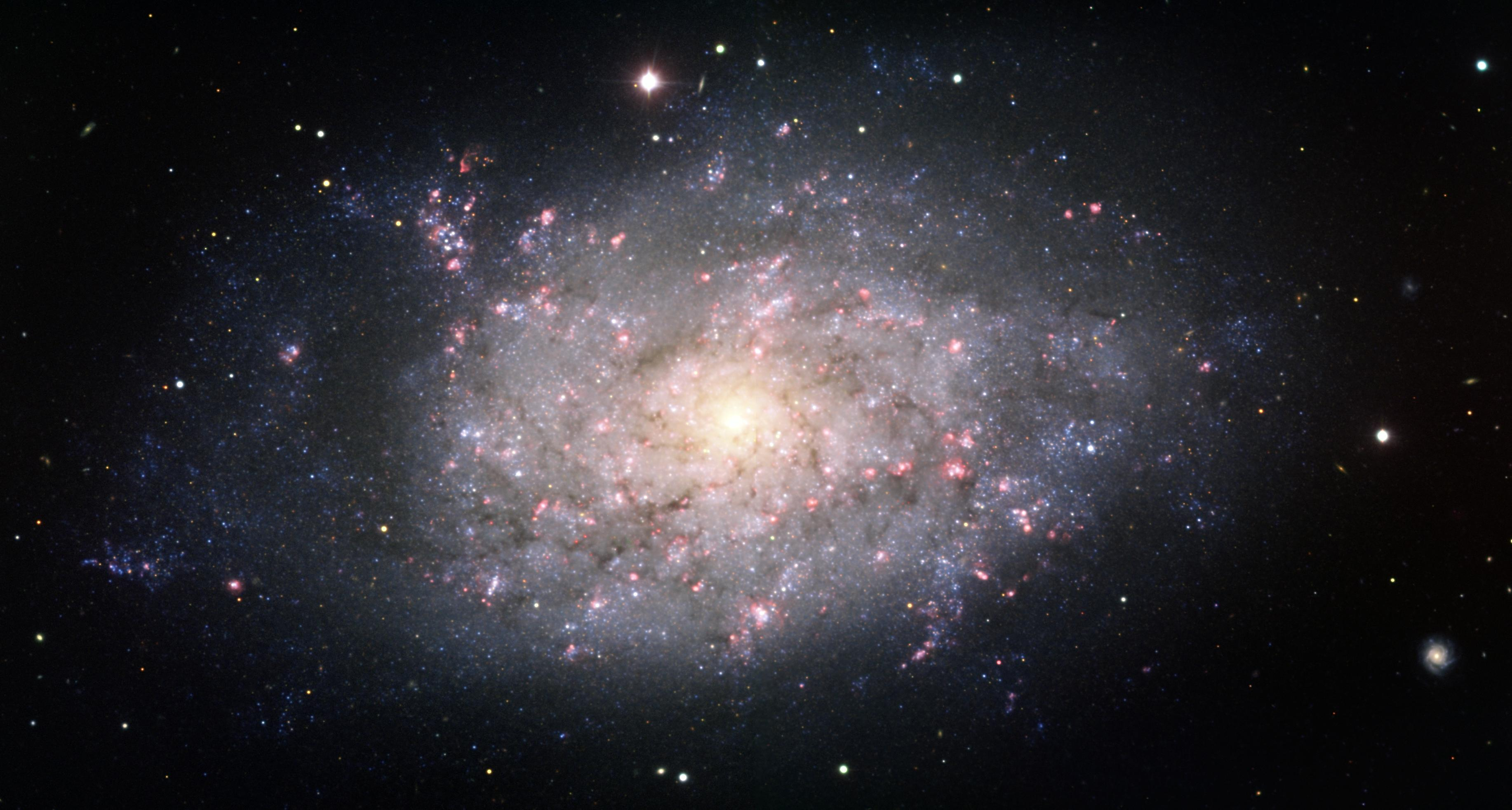
المجرة الولبية NGC 7793

## وصلات خارجية
- NGC 300 - a similar spiral galaxy that is near NGC 7793
- NGC 2403 - a similar spiral galaxy